# Bearshare
BearShare var et populært Gnutella-baseret p2p-fildelingsprogram skabt af Free Peers, Inc. til Microsoft Windows og fandtes i mange forskellige versioner, dette inkluderer en lovlig version, en betalt "Pro"-version uden reklamer og en Lite (forringet) gratis version, og også en ommærket version af iMesh af MusicLab, LLC, tæt forbundet med deres music-abbonnementstjeneste.

## Historie
De drivende ledere af Free Peers, Inc. var Vincent Falco og Louis Tatta. Bearshare udkom på d. 4. december, 2000 som et Gnutella-based p2p-fildelingsprogram med innovative funktioner der sidenhen kom til at omfatte IRC, et gratis bibliotek af software og medie-indhold kaldet BearShare Udvalgte Kunstnere, online hlælp sider og et support forum integreredes som dedikerede netlæser vinduer i programmet; ligeså vel som en medie afspiller og et biblioteksvindue til at organisere brugerens mediesamling.
Efter USA's Højesteret's afgørelse d. 27 juni, 2005 omkr. sagen vedrørende MGM Studios, Inc. v. Grokster, Ltd. blev BearShare Fællesskabets support forummer øjeblikkeligt lukket under forhandlingerne for at indgå forlig om et forestående søgsmål med RIAA. Webmasteren og forum administratoren skabte øjeblikkeligt en ny side kaldet Technutopia og det samme support-hold fortsatte med at understøtte Gnutella-versioner derfra. Et par måneder senere blev det ubrugte Fællesskabsvindue fjernet fra BearShare 5,1.
Den 4. maj, 2006, indvilligede Free Peers i at overdrage alle deres BearShare-relaterede aktiver til MusicLab, LLC (en iMesh undergruppe) og bruge de $30 millioner dollars rejst fra salget til at betale forliget med RIAA.
Den 17. august, 2006, udgav MusicLab ansigtsløftet og opdateret version af iMesh kaldet BearShareV6 som oprettede forbindelse til deres lukkede iMesh netværk i stedet for Gnutella. BearShareV6 og dets efterfølgere tilbyder betalte musik-indkøb i det PlaysForSure DRM kontrollerede WMA format så vel som gratis indhold i forskellige formater, overvejende MP3. Ligesom BearShare includerer de også en medieafspiller og indlejrede online og sociale funktioner men med i Web 2.0 stil, meget lig MySpace eller Facebook. Gratis indhold stillet til rådighed af brugere, bekræftes automatisk ved hjælp af akustisk fingeraftryk som ikke-overtrædende før det kan blive delt. Videofiler større end 50 MB og 15 minutters længde kan ikke blive delt, for at sørge for at TV-programmer og biograffilm ikke kan blive distribueret over netværket. Kun et begrænset sæt af musik- og video-filtyper kan blive delt, således ekskluderende alt andet såsom kørbare filer, dokumenter og komprimerede arkiver.
I august 2006, frigav MusicLab en variant af den oprindelige BearShare Gnutella-tjeneste, kaldet BearFlix, som var ændret til at begrænse deling, søgninger og overførsler til billeder og videoer. Delte videoer var begrænset i længde og varighed, meget lig begrænsningerne i BearShareV6. Den første udgave var version 1,2,1. Dens versionsnumre starter tilsyneladende fra 1,1,2,1 i brugerfladen med den præsenterer sig selv på gnutella-netværket som versionerne 6,1,2,1 til 6,2,2,530. Denne version er senere blevet nedlagt af MusicLab og er ikke længere tilgængelig på deres hjemmesider; alligevel forbliver den udbredt.
Den 27. oktober, 2008, som svar på usikkerhed omkring PlaysForSure's fremtid, tilføjede MusicLab iPod-understøttelser i BearShareV7.
Fra og med 12. juni, 2016 er BearShare ikke længere tilgængelig til at hente. Den officielle side med en meddelelse der annoncerede dens nedlæggelse forblev aktiv indtil marts 2017.
Den seneste version af BearShare er version 12,0,0,3093. Det kan hentes som et gratis peer-to-peer program til Windows XP og nyere, fra downloadastro.com. Udvikleren er oplistet som Genericom og softwaren markedsføres under det samme logo som tidligere versioner, selvom dato for sidste opdatering er opgivet som 3. oktober, 2013. Der er en række af lignende programmer tilgængelige under det samme BearShare varemærke på den samme hjemmeside. Ved installering af softwaren er den bekræftede udgiver opgivet som Bully Unity Ltd.

## Populære versioner
Tre varianter af den oprindelige BearShare Gnutella-tjeneste blev distribueret af Free Peers: Gratis, Lite og Pro. Den gratis version havde en højere grænse for ydeevne end Lite-versionen, men indeholdt noget adware. Pro-versionen havde en højere grænse end både Gratis- og Lite-versionen men kostede US$24. Versionsnumrene i denne serie spændte 1,0 til 5,2,5,9. Trods manglende understøttelse fra MusicLab forbliver en vid vifte af BearShare-versioner fra 4,7 til 5,2,5,6 den anden mest populære tjeneste på Gnutella, ved siden af LimeWire.
Gamle fans af Gnutella-versionerne har tendens til at favorisere den sidste af beta-versionerne, 5,1,0 beta25, fordi den ikke har adware, er hård-kodet til ydeevne-niveauer i grove træk imellem Pro og almindelig (reklame-understøttede) versioner og har den unikke evne til at skifte mellem leaf og ultrapeer tilstand når som helst, en funktion dømt nødvendig for effectiv testning. Ingen anden Gnutella-tjeneste har nydt godt af denne evne.
Den allerseneste MusicLab version, V10, var tilgængelig ved gratis overførsel fra deres support-hjemmeside og "Pro" funktioner kunne blive låst op med et seks- eller tolv-måneders abonnement. Adgang til udvidet indhold krævede et $9.95 månedligt abonnement. Kunder i Canada og U.S.A. kunne vælge et $14.95 månedligt "BearShare ToGo"-abonnement, som tillod overførsel af udvidet musik til flytbare musik afspillere.